# Magnolia philippinensis
Magnolia philippinensis är en magnoliaväxtart som beskrevs av Paul Évariste Parmentier. Magnolia philippinensis ingår i släktet Magnolia och familjen magnoliaväxter. Inga underarter finns listade i Catalogue of Life.